# Fermi-Dirac-Statistik
Die Fermi-Dirac-Statistik (nach dem italienischen Physiker Enrico Fermi (1901–1954) und dem britischen Physiker Paul Dirac (1902–1984)) ist ein Begriff der physikalischen Quantenstatistik. Sie beschreibt das makroskopische Verhalten eines Systems, das aus vielen gleichen Teilchen vom Typ Fermion besteht, und gilt z. B. für die Elektronen, die in Metallen und Halbleitern für die elektrische Leitfähigkeit sorgen.
Die Ausgangspunkte der Fermi-Dirac-Statistik sind:
- Keiner der Zustände der einzelnen Teilchen kann mit mehr als einem Teilchen besetzt sein (Pauli-Prinzip).
- Vertauscht man zwei Teilchen miteinander, erhält man keinen neuen Zustand (der in der statistischen Betrachtung extra zu zählen wäre), sondern denselben wie vorher (Prinzip der Ununterscheidbarkeit gleicher Teilchen).

Die Fermi-Verteilung gibt an, mit welcher Wahrscheinlichkeit {\displaystyle W} in einem idealen Fermigas bei gegebener absoluter Temperatur {\displaystyle T} ein Zustand der Energie {\displaystyle E} von einem der Teilchen besetzt ist. In der statistischen Physik wird die Fermi-Verteilung aus der Fermi-Dirac-Statistik für gleichartige Fermionen für den wichtigen Spezialfall der Wechselwirkungsfreiheit hergeleitet.
Zur vollständigen Beschreibung der Fermi-Dirac-Statistik siehe Quantenstatistik. Für eine vereinfachte Herleitung siehe ideales Fermigas.

## Beschreibung

Fermi-Verteilung für verschiedene Temperaturen,
zunehmende Abrundung mit steigender Temperatur
(rote Linie: T = 0 K)

### Allgemeine Formel
In einem System der Temperatur {\displaystyle T\!\,} lautet die Fermi-Verteilung {\displaystyle W(E)}, die die Besetzungswahrscheinlichkeit beschreibt:
{\displaystyle W(E)={\frac {1}{\exp {\left({\frac {E-\mu }{k_{\mathrm {B} }T}}\right)}+1}}}
mit
- der Energie {\displaystyle E} für den Zustand eines Teilchens,
- dem chemischen Potential {\displaystyle \mu } (Bei {\displaystyle T=0\,\mathrm {K} } gilt {\displaystyle \mu =E_{F}}, wobei {\displaystyle E_{\rm {F}}} als Fermi-Niveau bezeichnet wird),
- der thermischen Energie {\displaystyle k_{\mathrm {B} }T}, wobei {\displaystyle k_{\mathrm {B} }=8{,}617\ldots \cdot 10^{-5}\,\mathrm {eV} /\mathrm {K} } die Boltzmann-Konstante ist.

Wird die Energie {\displaystyle E\,} vom tiefstmöglichen Einteilchenzustand aus gerechnet, heißt {\displaystyle E_{\rm {F}}\,} auch Fermi-Energie. Die Besetzungswahrscheinlichkeit {\displaystyle W} für einen Zustand mit der Energie des Fermi-Niveaus {\displaystyle E=E_{\rm {F}}\!\,} ist bei allen Temperaturen:
{\displaystyle W(E=E_{\rm {F}})={\frac {1}{\mathrm {e} ^{0}+1}}={\frac {1}{2}}\ .}
Um die bei der Energie {\displaystyle E\,} herrschende Teilchendichte {\displaystyle \langle n(E)\rangle } zu berechnen, z. B. für Elektronen in einem Metall, muss die Fermi-Verteilung noch mit der Zustandsdichte {\displaystyle D(E)\!\,} multipliziert werden:
{\displaystyle \langle n(E)\rangle =W(E)\cdot D(E)\ .}

### Am absoluten Temperaturnullpunkt
Am absoluten Temperaturnullpunkt {\displaystyle T=0\,\mathrm {K} } befindet sich das Fermi-Gas als Ganzes in seinem energetisch tiefstmöglichen Zustand, also im Grundzustand des Vielteilchensystems. Da (bei genügend großer Teilchenzahl) nach dem Pauli-Prinzip nicht alle Teilchen den Einteilchengrundzustand besetzen können, müssen sich auch am absoluten Temperaturnullpunkt {\displaystyle T=0\,\mathrm {K} } Teilchen in angeregten Einteilchenzuständen befinden. Anschaulich lässt sich das mit der Vorstellung eines Fermi-Sees beschreiben: jedes hinzugefügte Fermion besetzt den tiefstmöglichen Energiezustand, welcher noch nicht von einem anderen Fermion besetzt ist. Die „Füllhöhe“ bestimmt sich aus der Dichte der besetzbaren Zustände und der Anzahl der unterzubringenden Teilchen.
Entsprechend hat die Fermi-Verteilung für die Temperatur {\displaystyle T=0\,\mathrm {K} } einen scharfen Sprung bei der Fermi-Energie {\displaystyle E_{\mathrm {F} }=\mu \!\,}, die daher auch Fermi-Kante oder Fermi-Grenze genannt wird (siehe Abbildung).
- Alle Zustände mit {\displaystyle E<E_{\rm {F}}} sind besetzt, da hier gilt: {\displaystyle W(E)=1}, d. h. die Wahrscheinlichkeit, in einem solchen Zustand eines der Fermionen anzutreffen, ist Eins.
- Keiner der Zustände mit {\displaystyle E>E_{\rm {F}}} ist besetzt, da hier gilt: {\displaystyle W(E)=0}, d. h. die Wahrscheinlichkeit, in einem solchen Zustand eines der Fermionen anzutreffen, ist Null.

Das Fermi-Niveau bei {\displaystyle T=0\,\mathrm {K} } ist daher durch die Anzahl und energetische Verteilung der Zustände und die Anzahl der Fermionen, die in diesen Zuständen unterzubringen sind, festgelegt. In der Formel erscheint nur eine Energiedifferenz. Gibt man die Größe der Fermi-Energie allein an, ist es die Energiedifferenz des höchsten besetzten zum tiefstmöglichen Einteilchenzustand. Zur Veranschaulichung oder zur schnellen Abschätzung von temperaturabhängigen Effekten wird diese Größe oft als Temperaturwert – die Fermi-Temperatur – ausgedrückt:
{\displaystyle T_{\mathrm {F} }={\frac {E_{\mathrm {F} }}{k_{\mathrm {B} }}}\!\,}.
Bei der Fermi-Temperatur wäre die thermische Energie {\displaystyle k_{\mathrm {B} }T\!\,} gleich der Fermi-Energie. Dieser Begriff hat nichts mit der realen Temperatur der Fermionen zu tun, er dient nur der Charakterisierung von Energieverhältnissen.

### Bei endlichen Temperaturen
Die Fermi-Verteilung gibt die Besetzungswahrscheinlichkeit im Gleichgewichtszustand zur Temperatur {\displaystyle T>0\,\mathrm {K} } an. Ausgehend von {\displaystyle T=0\,\mathrm {K} } werden bei Erwärmung Zustände oberhalb der Fermi-Energie {\displaystyle E_{\mathrm {F} }(T=0\,\mathrm {K} )} mit Fermionen besetzt. Dafür bleiben gleich viele Zustände unterhalb der Fermi-Energie leer und werden als Löcher bezeichnet.
Die scharfe Fermi-Kante ist in einem symmetrisch um {\displaystyle E_{\mathrm {F} }} gelegenen Intervall der Gesamtbreite {\displaystyle \approx 4k_{\mathrm {B} }T} abgerundet („aufgeweicht“, s. Abb.). Zustände mit kleineren Energien sind nach wie vor nahezu voll besetzt ({\displaystyle W\lessapprox 1}), die Zustände bei höheren Energien nur sehr schwach ({\displaystyle 0<W\ll 1}).
Da nach wie vor die gleiche Teilchenzahl auf die möglichen Zustände mit der Zustandsdichte {\displaystyle D(E)\!\,} zu verteilen ist, kann sich die Fermi-Energie mit der Temperatur verschieben: Ist die Zustandsdichte im Bereich der angeregten Teilchen kleiner als bei den Löchern, steigt die Fermi-Energie, im entgegengesetzten Fall sinkt sie.
Im Temperaturbereich {\displaystyle T\ll T_{\mathrm {F} }\,} bezeichnet man das System als entartetes Fermi-Gas, denn die Besetzung der Zustände wird maßgeblich durch das Pauli-Prinzip (Ausschließungsprinzip) bestimmt. Dies führt dazu, dass alle Zustände mit {\displaystyle E<E_{\mathrm {F} }} die gleiche Wahrscheinlichkeit (von nahezu eins) haben, besetzt zu sein; dies betrifft einen im Vergleich zum Aufweichungsintervall großen Energiebereich.
Bei Energien {\displaystyle E} von mindestens einigen {\displaystyle k_{\mathrm {B} }T} oberhalb von {\displaystyle E_{\mathrm {F} }}, d. h. für {\displaystyle E-E_{\mathrm {F} }\gg k_{\mathrm {B} }T}, lässt sich die Fermi-Verteilung durch die klassische Boltzmann-Verteilung nähern:
{\displaystyle W(E)\propto \exp {\left(-{\frac {E-E_{\mathrm {F} }}{k_{\mathrm {B} }T}}\right)}}.

### Bei sehr hohen Temperaturen
„Sehr hohe Temperaturen“ sind solche weit oberhalb der Fermi-Temperatur, d. h. {\displaystyle T\gg T_{\mathrm {F} }\Leftrightarrow k_{\mathrm {B} }T\gg E_{\mathrm {F} }}. Weil damit das Aufweichungsintervall sehr groß wird, so dass auch für Energien weit oberhalb der Fermi-Energie die Besetzungswahrscheinlichkeit merklich von null verschieden ist, führt die Teilchenzahlerhaltung dazu, dass die Fermi-Energie unter dem niedrigsten besetzbaren Niveau liegt. Das Fermi-Gas verhält sich dann wie ein klassisches Gas, es ist nicht entartet.

## Fermi-Verteilung bei Metallen
Für die Leitungselektronen in einem Metall liegt die Fermi-Energie {\displaystyle E_{\rm {F}}\!\,} bei einigen Elektronenvolt, entsprechend einer Fermi-Temperatur {\displaystyle T_{\mathrm {F} }\!\,} von einigen 10.000 K. Dies hat zur Folge, dass die thermische Energie {\displaystyle k_{\mathrm {B} }T} viel kleiner ist als die typische Breite des Leitungsbands. Es handelt sich um ein entartetes Elektronengas. Der Beitrag der Elektronen zur Wärmekapazität ist daher schon bei Raumtemperatur vernachlässigbar und kann störungstheoretisch berücksichtigt werden. Die Temperaturabhängigkeit der Fermi-Energie ist sehr gering (meV-Bereich) und wird oft vernachlässigt.

## Fermi-Verteilung bei Halbleitern und Isolatoren
Für Halbleiter und Isolatoren liegt das Fermi-Niveau in der verbotenen Zone. Im Bereich der Fermi-Kante existieren daher keine Zustände, deren Besetzung deutlich von der Temperatur abhängen kann. Dies führt dazu, dass bei einer Temperatur {\displaystyle T=0\,\mathrm {K} } das Valenzband vollständig mit Elektronen besetzt und das Leitungsband unbesetzt ist, und dass es bei {\displaystyle T>0\,\mathrm {K} } nur sehr wenige Löcher bzw. angeregte Elektronen gibt. Durch Einbringen von Fremdatomen mit zusätzlichen Ladungsträgern (Donator- oder Akzeptordotierung) kann das Fermi-Niveau nach unten bzw. nach oben verschoben werden, was die Leitfähigkeit stark erhöht. In diesem Fall verschiebt sich auch mit der Temperatur das Fermi-Niveau deutlich. Daher arbeiten z. B. elektronische Schaltungen auf Basis von Halbleitern (wie im Computer) nur in einem engen Temperaturbereich richtig.

## Herleitung aus einem Minimum der freien Energie

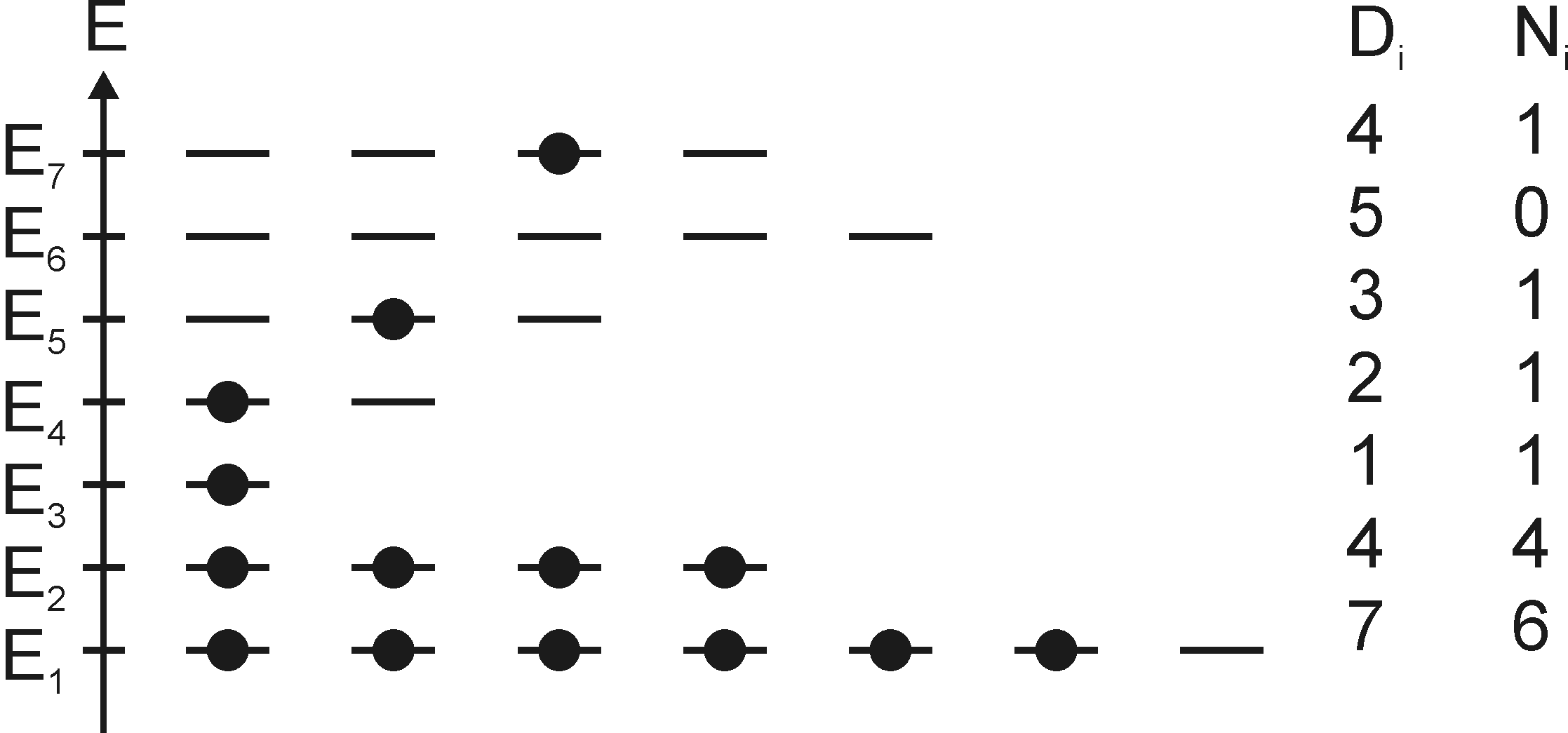
Schematisches Zustands-, Energie- und Besetzungsdiagramm für ein System von 7 Energie-Niveaus, jeweils -fach entartet und -fach fermionisch besetzt.

Aus der Bedingung, dass im thermischen Gleichgewicht (bei festem {\displaystyle T>0,N} und Volumen {\displaystyle V}) die freie Energie {\displaystyle F=E-TS} ein Minimum annimmt, kann die Fermi-Dirac-Statistik auf schöne Art hergeleitet werden. Dazu betrachten wir {\displaystyle N} Fermionen – beispielsweise Elektronen –, die über Niveaus {\displaystyle i=1,2,3\dots I} verteilt sind. Die Niveaus haben Energien {\displaystyle E_{1},E_{2},E_{3}\dots E_{I}} und sind jeweils {\displaystyle D_{1},D_{2},D_{3}\dots D_{i}} - fach entartet (s. Abb.), können demnach maximal {\displaystyle D_{i}} Elektronen aufnehmen (Pauli-Prinzip). Die Anzahl Elektronen im {\displaystyle i}-ten Niveau wird mit {\displaystyle N_{i}} bezeichnet. Für den Makrozustand des Systems ist unerheblich, welche der {\displaystyle N} Elektronen im {\displaystyle i}-ten Niveau sind und welche der {\displaystyle D_{i}} Zustände darin sie besetzen. Der Makrozustand wird daher vollständig durch die Folge der Zahlen {\displaystyle N_{1},N_{2},\dots } bestimmt.
Für eine beliebige Verteilung der Elektronen auf die Niveaus gilt:
{\displaystyle {\begin{aligned}N&=\sum _{i=1}^{I}N_{i}&\qquad (1)\\E&=\sum _{i=1}^{I}N_{i}E_{i}&\qquad (2)\\S&=k_{\rm {B}}\ln W&\qquad (3)&.\end{aligned}}}
Gleichung (1) gibt die Gesamtzahl der Teilchen wieder, die konstant gehalten werden soll, während die einzelnen {\displaystyle N_{i}} variiert werden, um das Minimum von {\displaystyle F} zu finden. Gleichung (2) gibt die zur vorliegenden Verteilung gehörende Energie {\displaystyle E} des Systems an, wie sie in die Formel für {\displaystyle F} einzusetzen ist. Gleichung (3) ist (nach Ludwig Boltzmann) die Entropie des Zustands des Systems (Makrozustand), wobei {\textstyle W=\prod _{i=1}^{I}W_{i}} die thermodynamische Wahrscheinlichkeit für die betreffende Folge der Besetzungszahlen {\displaystyle N_{1},N_{2},\dots }, angibt, also die Anzahl der möglichen Verteilungen (Mikrozustände) von jeweils {\displaystyle N_{i}} Elektronen auf {\displaystyle D_{i}} Plätze, für alle Niveaus {\displaystyle i=1,2,3\dots I} zusammen.
Um die Verteilung zu finden, bei der durch Variation der {\displaystyle N_{i}} unter der Nebenbedingung {\displaystyle N=\mathrm {const} } die freie Energie {\displaystyle F} minimal wird, benutzen wir die Methode der Lagrange-Multiplikatoren. Es ergibt sich
{\displaystyle {\frac {\partial F}{\partial N_{i}}}-\lambda {\frac {\partial N}{\partial N_{i}}}=0} für alle {\displaystyle i}.
Darin ist {\displaystyle \lambda } der (von {\displaystyle i} unabhängige) Lagrange-Multiplikator. Die Ableitung 
{\displaystyle {\frac {\partial N}{\partial N_{i}}}=1},
da jedes {\displaystyle N_{i}} genau einmal linear in der Summe vorkommt. Für die Berechnung der Ableitung {\displaystyle {\tfrac {\partial F}{\partial N_{i}}}} wird die explizite Formel für {\displaystyle S} benötigt:
{\displaystyle S=k_{\rm {B}}\ln W=k_{\rm {B}}\ln \prod _{i=1}^{I}W_{i}=k_{\rm {B}}\sum _{i=1}^{I}\ln W_{i}}
Dabei ist
{\displaystyle {\begin{aligned}W_{i}&={\binom {D_{i}}{N_{i}}}\\&={\frac {D_{i}!}{N_{i}![D_{i}-N_{i}]!}}.\end{aligned}}}
der Binomialkoeffizient, d. h. die Anzahl der Möglichkeiten, unter {\displaystyle D_{i}} Objekten {\displaystyle N_{i}} verschiedene auszuwählen.
Mit Hilfe der vereinfachten Stirlingformel {\displaystyle \ln k!\approx k\ln k-k} ergibt sich weiter
{\displaystyle {\begin{aligned}\ln W_{i}&\approx D_{i}\ln D_{i}-D_{i}-N_{i}\ln N_{i}+N_{i}-[D_{i}-N_{i}]\ln[D_{i}-N_{i}]+[D_{i}-N_{i}]\\&=D_{i}\ln D_{i}-N_{i}\ln N_{i}-[D_{i}-N_{i}]\ln[D_{i}-N_{i}]\end{aligned}}}
und damit
{\displaystyle {\begin{aligned}{\frac {\partial \ln W_{i}}{\partial N_{i}}}&\approx -\ln N_{i}-1+\ln[D_{i}-N_{i}]+1\\&=-\ln N_{i}+\ln[D_{i}-N_{i}]\\&=\ln([D_{i}/N_{i}-1]).\end{aligned}}}
Insgesamt wird Gleichung (2) zu
{\displaystyle \lambda ={\frac {\partial F}{\partial N_{i}}}={\frac {\partial E}{\partial N_{i}}}-T{\frac {\partial S}{\partial N_{i}}}=E_{i}-k_{\rm {B}}T{\frac {\partial \ln W_{i}}{\partial N_{i}}}=E_{i}-k_{\rm {B}}T\ln([D_{i}/N_{i}-1])}.
Einsetzen der durch {\displaystyle f_{i}:={\frac {N_{i}}{D_{i}}}} gegebenen Besetzungswahrscheinlichkeit {\displaystyle f_{i}} und Umstellung ergibt:
{\displaystyle f_{i}={\frac {1}{\exp {\frac {E_{i}-\lambda }{k_{\rm {B}}T}}+1}}}.
Dies ist die Fermi-Dirac-Statistik. Der Lagrangemultiplikator erweist sich als ihr chemisches Potential {\displaystyle \mu =\lambda }. Da {\displaystyle \textstyle \exp {\frac {E_{i}-\lambda }{k_{\rm {B}}T}}>0} ist die (implizite) Nebenbedingung {\displaystyle f_{i}<1} für alle {\displaystyle i} erfüllt. Der Grenzfall {\displaystyle T\to 0} ergibt sich aus stetiger Fortsetzung.

## Beobachtungen
In Festkörpern kann die Fermi-Verteilung sehr gut beobachtet werden, wenn die elektronische Besetzungsdichte des Leitungsbandes in Abhängigkeit von der Energie gemessen wird. Ein besonders gutes Beispiel für das ideale Fermigas liegt bei Aluminium vor. Mit solchen Studien lässt sich auch das Auflösungsvermögen einer Messapparatur bestimmen, indem man den Verlauf der Verteilung bei einer bestimmten Temperatur misst und mit der Formel für die Fermi-Verteilung vergleicht.
Weitere Beispiele zur Bedeutung siehe unter Fermi-Energie.